# Bloedzuring
Bloedzuring (Rumex sanguineus) is een plantensoort uit de duizendknoopfamilie (Polygonaceae).

## Determinatie
Bloedzuring is een vaste, kruidachtige plant. Ze bereikt een hoogte van 60–120 cm. De onderste bladen zijn lang gesteeld, langwerpig-lancetvormig met een afgeronde of hartvormige voet. De variëteit Rumex sanguineus var. sanguineus heeft opvallende paarsrode nerven. Bloedzuring bloeit in juni en juli. De pluimtakken zijn alleen aan de voet bebladerd.

### Gelijkende taxa
Bloedzuring lijkt veel op kluwenzuring; vooral vegetatief zijn beide soorten erg lastig van elkaar te onderscheiden. In tegenstelling tot bloedzuring heeft kluwenzuring een bijna tot in de top bebladerde bloeiwijze en op de vruchten zitten drie vrij grote knobbels. Verder heeft bloedzuring meestal net iets bredere bladeren.

## Variëteiten
Bloedzuring heeft twee variëteiten.
- Rumex sanguineus var. viridis
- Rumex sanguineus var. sanguineus

## Ecologie
Bloedzuring komt voor op eutrofe tot mesotrofe, humeuze, vochthoudende bodems die maar zeer zelden tot nooit uitdrogen. Het gaat om halfbeschaduwde tot beschaduwde standplaatsen. Ze komt hoofdzakelijk voor in en aan de randen van loofbossen in beek- en rivierdalen.

### Syntaxonomie
In de syntaxonomie staat bloedzuring binnen de bossen te boek als kensoort voor het verbond van els en vogelkers (Alno-Padion). Daarnaast treedt ze in ruigten ook op als begeleider van de gemeenschappen uit de klasse van nitrofiele zomen.

## Verspreiding
Het verspreidingsgebied van bloedzuring strekt zich uit over Europa, Zuidwest-Azië en is ingeburgerd in Noord-Amerika.